# Розігруючий захисник

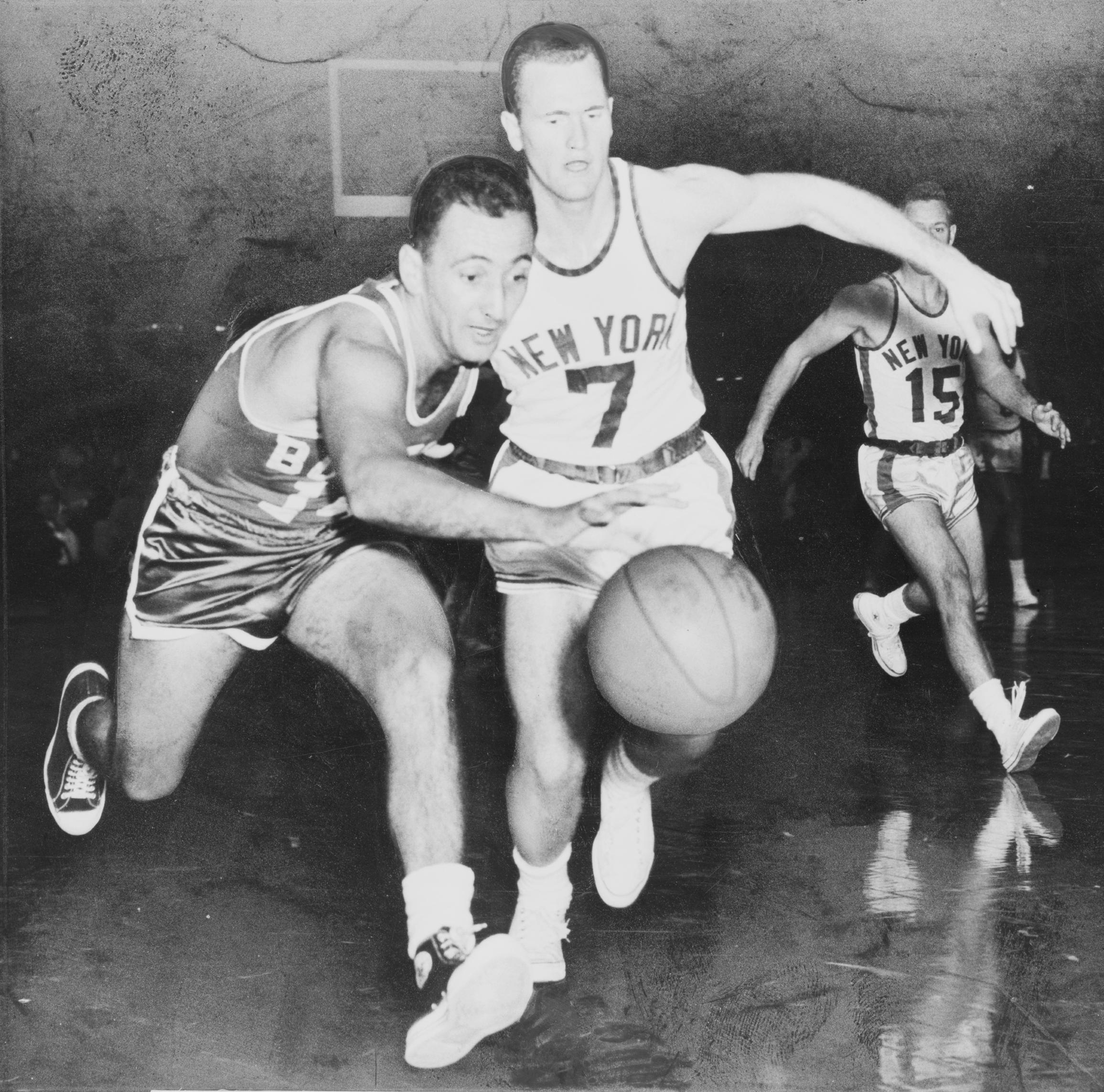
Боб Коузі (ліворуч) — зірка НБА початку 1960-х

Розігруючий захисник, плеймейкер, перший номер (скорочено «РЗ» або латиницею PG) — одна з п'яти типових позицій у баскетболі. Відіграє роль креативного гравця в нападі, який розвиває атаку команди, контролюючи м'яч і розташування гравців на оптимальних позиціях у потрібний момент. Крім цього, розігруючий захисник повинен повністю розуміти і виконувати план гри, розроблений тренером команди.

## Характеристики розігруючого захисника

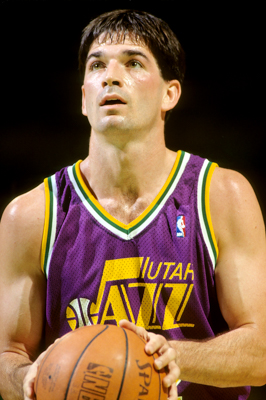
Рекордсмен НБА за кількістю результативних передач Джон Стоктон всю кар'єру виступав за клуб «Юта Джаз»

Розігруючий захисник, як і гравці інших позицій, має притаманні тільки йому навички. Його завданням є створення можливостей для атаки кошика суперників або інколи і самому здобувати очки для команди. Лі Роуз (баскетбольний тренер) описав цю позицію як «тренер на майданчику», який контролює і постачає м'яч партнерам по команді. Під цим розуміється розташування гравців на майданчику, доправлення м'яча гравцям в найкращій позиції для атаки і контроль темпу гри. Розігруючий захисник повинен знати — коли потрібно підвищити темп для швидкого розвитку атаки, а також коли потрібно сповільнитися для реалізації продуманої комбінації. Від плеймейкерів очікують лідерства на майданчику, а також захисту прав партнерів по команді в суперечливих ігрових моментах з рефері матчу. Перший номер завжди повинен знати такі важливі дані матчу як: кількістю часу, що залишилось в матчі; кількістю часу, що залишилось на атаку, рахунок гри, кількість тайм-аутів, що залишилося в обох командах.
Після результативної атаки опонентів, власну атаку, в основному, починає сам розігруючий захисник. Для плеймейкера основними навичками є вміння віддавати передачу, контроль м'яча, дриблінг і бачення ігрового поля. Для першого номера також важлива швидкість, яка дозволяє йому створювати простір для реалізації намірів. Розігруючих захисників більше цінять за вміння зробити передачу передачу (пас) аніж за вміння здобувати очки. Також важливим показником для них є відношення зроблених передач до втрат, який відображає навички ухвалення правильних рішень гравцем. Все ж, перший номер повинен мати високу ефективність реалізації кидків м'яча в стрибку.
Вважається, що оптимальним зростом для «першого номера»: на рівні НБА — 188—193 см; на рівні європейських чемпіонатів — 180—193 см; але бувають винятки. В 2011 році середній зріст розігруючих захисників в НБА був близько 185 см. Наявність розвинутих фізичних показників і м'язів вважається перевагою, хоча і не в першу чергу, поступаючись розумінню ситуації, швидкості, прудкості і володіння м'ячем. Низенькі гравці, в основному, краще володіють дриблінгом, оскільки вони ближче до підлоги, при цьому володіють краще м'ячем при дриблінгу. Середній зріст розігруючих захисників в жіночому баскетболі в середньому від 162 до 176 см. Оскільки для розігруючого захисника дриблінг є важливим вмінням — на цій позиції грають, в основному, низенькі гравці. Серед плеймейкерів високого зросту можна виділити Меджика Джонсона зі зростом 206 см, який виграв нагороду Найціннішого гравця НБА тричі за кар'єру, а також Оскара Робертсона зі зростом 196 см, який також здобув цю нагороду. Серед інших розігруючих захисників які здобували нагороду Найціннішого гравця НБА слід зазначити такі імена: Деррік Роуз, Боб Коузі, а також дворазовий лауреат цієї нагороди Стів Неш.

## Стиль гри

### В нападі

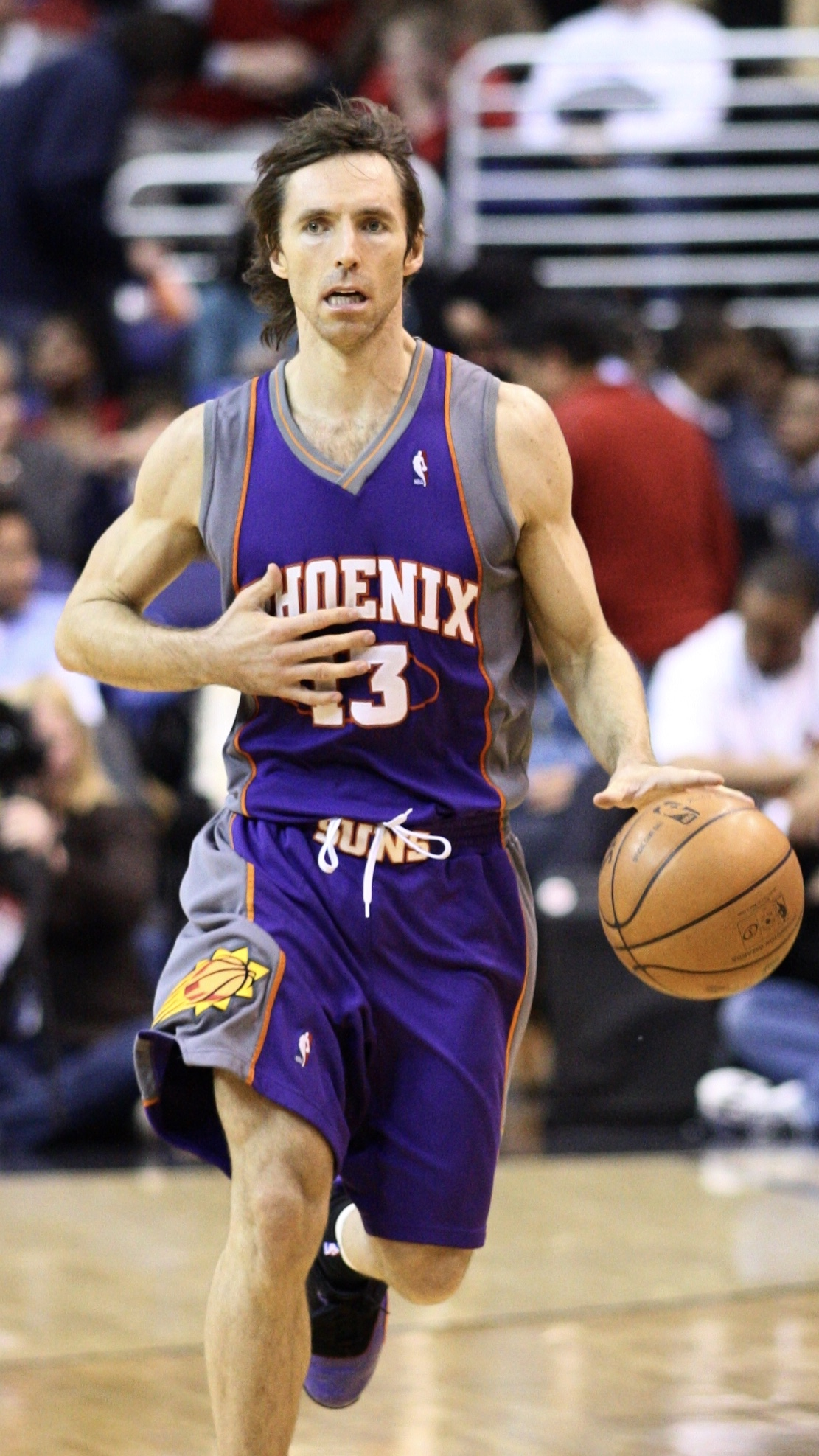
Стів Неш веде м'яч.

Розігруючий захисник майже завжди знаходиться на периметрі (трьох-очкова лінія), щоб мати кращий огляд поля для дій. Це необхідно через покладені на першого номера обов'язки. Часто, коментатори матчу називають розігруючого захисника «тренером або полководцем на майданчику». В минулому так воно і було, тому що деякі гравці, такі як Ленні Вілкенс були граючими тренерами. Зараз тренери спеціалізуються лише на своїх обов'язках і не поєднують це із грою. Деякі перші номери і зараз самі добре можуть організувати напад команди, такі як: Реджон Рондо з Бостон Селтікс, Джейсон Кідд з Нью-Йорк Нікс чи Стів Неш з Лос-Анджелес Лейкерс. Колишній тренер Санз Майк Д'Антоні дозволяв Нешу проявляти самостійність в атаці команди, так що Стів мав змогу інколи загравати власні комбінації в грі. Розігруючі захисники, яким не надається така свобода дій, все одно залишаються доповненням тренера на майданчику і повинні демонструвати власні навички лідерства. Джон Стоктон багатьма вважається ідеальним розігруючим, зробивши рекордну кількість результативних передач (15 806) в історії НБА.
Разом з лідерськими якостями та опанування основ баскетболу, вміння володіти м'ячем є дуже необхідними навичками розігруючого захисника. Загалом, перший номер володіє м'ячем більше часу гри і відповідає за його пересування для партнерів по команді при пресингу з боку опонентів. Розігруючі захисники повинні вміти володіти м'ячем в обмеженому просторі та в русі, а також вміти швидко пересувати м'яч по майданчику. Плеймейкер, який має достатні навички володіння м'ячем і може швидко доставити його кошика суперника, дуже цінується для реалізації успішної атаки.
Іншими важливими навичками для розігруючого захисника є вміння віддати передачу і реалізовувати кидки. Як творець дій команди, вміння першого номера віддати передачу визначають наскільки добре його рішення впливають на гру команди. Одна річ — вміння розпізнати гравця в тактично вигідній позиції, але інша — вчасно і вірно віддати м'яч такому гравцю. З цієї причини, розігруючі захисники в основному, але не завжди, більш вмілі і сфокусовані на передачах, ніж на зароблянні очок. Однак, вміння реалізовувати кидки в стрибку і з подвійного кроку, також залишається важливим. Перший номер частіше буде використовувати можливість заробляння очок, якщо такий розвиток буде сприяти підвищенню його ефективності і впливу на розвиток гри.
На додаток до традиційної ролі розігруючого захисника, в сучасних командах знаходять інші шляхи для використання гравців на цій позиції. Винятковим є використання деякими сучасними розігруючими захисниками стилю гри проходу під кільце, який характерний для більших гравців, таких як форварди та центрові. Зважаючи на те, що проти перших номерів захищаються їх візаві з протилежної команди, які також частіше всього мають обмежений зріст, деякі сучасні розігруючі захисники грають ближче до кошика противників, що дозволяє їм, використовуючи стрибки, обертання і кидки зі стрибка назад, набирати очки для команди. Колишній гравець Нью-Йорк Нікс і Індіана Пейсерз розігруючий захисник Марк Джексон, а також Чонсі Біллапс (який виступає за Лос-Анджелес Кліпперс) — яскраві приклади гравців, які використовують такий стиль гри.

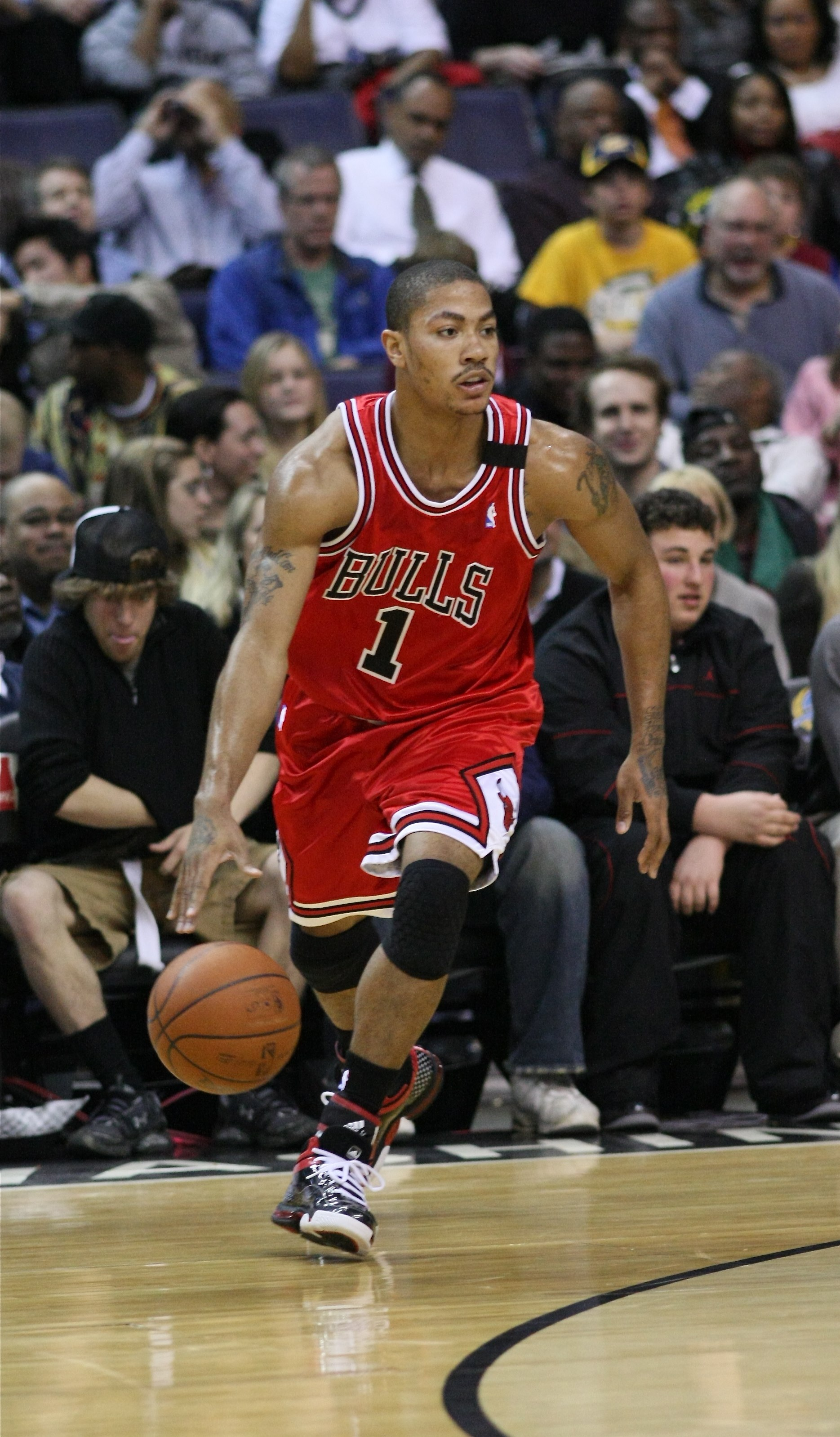
Деррік Роуз один з найрезультативніших розігруючих захисників в НБА.

В останні роки, баскетбол змінюється в плані ведення гри від фундаментального стилю до більш різкого, швидкого стилю, орієнтованого на здобуття очок, що призвело до перепрофілювання позиції розігруючого захисника в позицію комбогарда. В основному, більш запальні і атлетичні гравці (такі як Ейвері Брэдлі, Тоні Паркер, Брендон Дженнінгс, Кайрі Ірвінг, Деррік Роуз, Рассел Вестбрук, Стівен Каррі, Монта Елліс, Аллен Айверсон) сфокусовані на атаці і зароблянні очок, аніж на розробці плану атаки і його реалізації, жертвуючи передачами і пересування м'яча між партнерами по команді заради більшої кількості здобутих очок. Молоді і відносно низькі гравці (183 см і менше) тепер розвивають навички здобуття очок, хоча раніше їм було б важко потрапити в НБА без вмінь еталонного розігруючого захисника. Такі комбогарди на позиції першого номера можуть збентежити захист противників. Замість того, щоб віддати передачу, отримавши м'яча, вони швидко проходять до кошика або відходять для кидка. У цього стилю гри є свої недоліки. Розігруючий захисник має можливість володіти м'ячем як на своїй так і на чужій половині майданчика, таким чином його партнери по команді можуть взагалі не торкнутися до м'яча. Це може привести до не участі таких гравців у нападі. Не зважаючи на це, комбогарди все одно мають володіти високими навичками віддавання передач, хоча і не настільки ідеальними як у «чистого» розігруючого захисника.

### В захисті

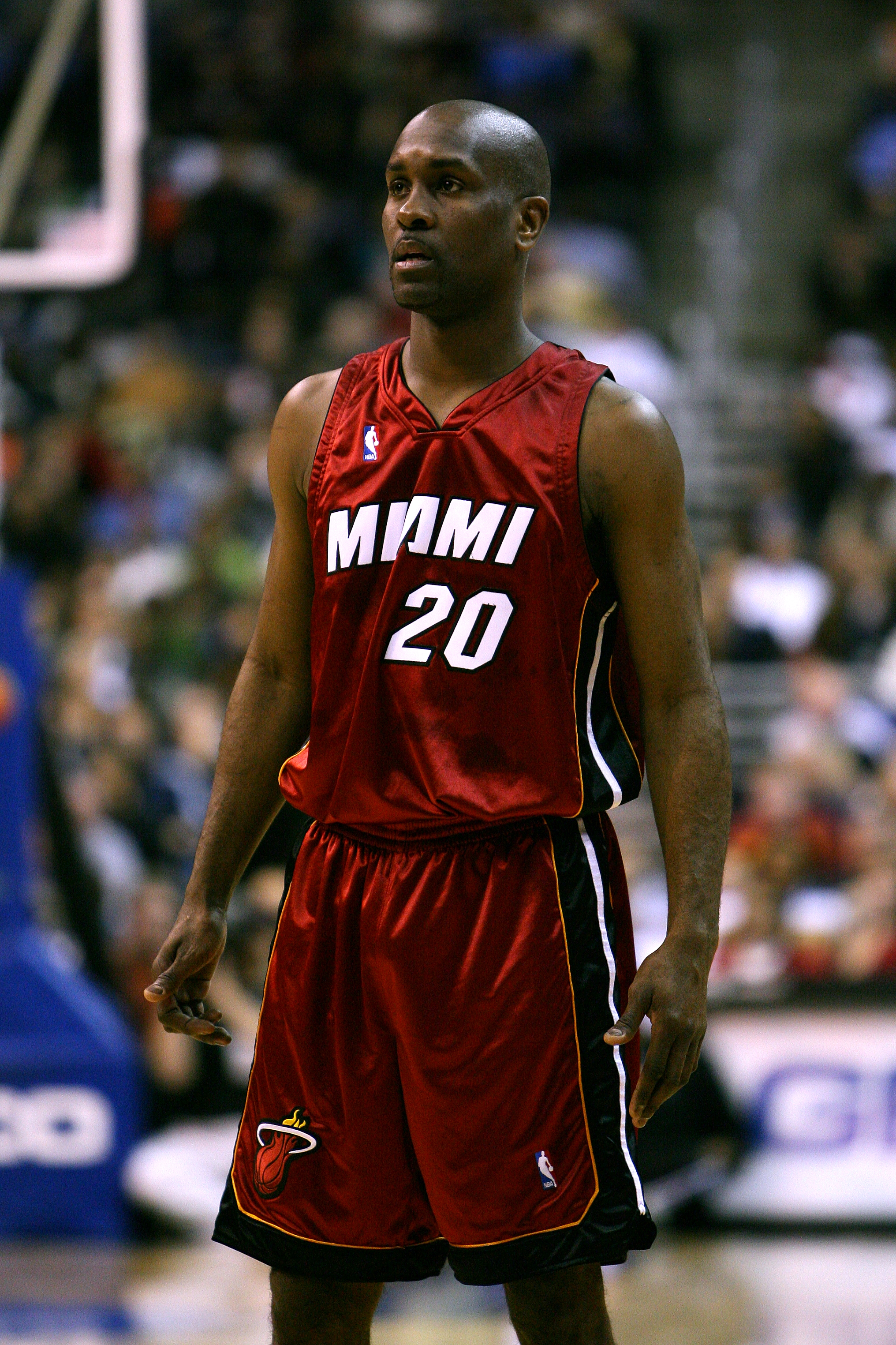
Гарі Пейтон, один з найкращих розігруючих захисників у захисті за всі часи

Розігруючі захисники в основному обороняються проти гравців на периметрі, так само як і самі грають на периметрі в атаці. В захисті, головним завданням першого номера є зниження ефективності гри розігруючого захисника противників. Щоб цього досягти, розігруючий захисник повинен постійно пресингувати свого візаві з м'ячем, ускладнюючи володіння м'ячем противників. Також перший номер повинен слідкувати за лініями передач для реалізації перехоплення і використання можливості набирання очок для власної команди.
Іншим важливим завданням для розігруючого захисника є допомога партнерам по команді в захисті. Як тільки гравець, проти якого захищається розігруючий захисник, позбувається м'яча — перший номер, в основному, акумулює простір з цим гравцем для допомоги в виконанні своїх завдань його партнерів по команді. Уолт Фрейзер і Гарі Пейтон часто називаються експертами як приклад найкращих розігруючих захисників в історії НБА.